# Арнаско
Арнаско (італ. Arnasco, ліг. Arnasco) — муніципалітет в Італії, у регіоні Лігурія, провінція Савона.
Арнаско розташоване на відстані близько 440 км на північний захід від Рима, 80 км на південний захід від Генуї, 39 км на південний захід від Савони.
Населення — 663 особи (2014).
Щорічний фестиваль відбувається 15 серпня. Покровитель — Assunta.

## Демографія
Населення за роками:

Станом на 1 січня 2023 року в муніципалітеті офіційно проживало 60 іноземців з 17 країн, серед них 15 громадян країн Євросоюзу та 2 громадяни України.

## Сусідні муніципалітети
- Альбенга
- Кастельб'янко
- Чизано-суль-Нева
- Ортоверо
- Вендоне
- Цуккарелло